# Извори права
Општи правни акти се сматрају „изворима” појединачних, пошто ови произилазе из њих, односно доносе се на основу њих. Стога се општи акти и називају „извори” права. Сматра се да је Тит Ливије први употребио овај израз у Закону о XII таблица, називајући га „извором целокупног јавног и приватног права”.

## Појам
Термин „извор права” користи се да би се означиле три ствари, три различита појма:
1. Извор доношења права – орган или субјекат надлежан за доношење норме : Државни орган (парламент, влада), Орган федералне или аутономне јединице (обласни савет), Сви чланови друштва, удружења и сл.
2. Извор сазнања права – акт или документ који садржи правне норме : Формалноправно законодавни акт (закон), Формалноправно уредбодавни акт (уредба), Људско понашање (обичај – имају чисто доказну снагу)
3. Извор настанка права – процес стварања норме, којој правни поредак признаје способност извора права.

Ова три значења термина „извор права” указују на обележја форме правног акта: Доносилац акта, форма акта, поступак доношења акта

## Материјални извори права
Материјални извори права су друштвене чињенице и снаге које стварају право, због којих право има садржину какву има.

## Формални извори права
Формални извори права су облици у којима се изражавају општи правни акти, тј. правни акти који садрже опште правне норме.
Само општи правни акти могу бити формални извори права, јер само из њих право може „извирати” без обзира на број случајева њихове примене. Појединачни акти, применом на конкретне случајеве престају да постоје у правном смислу, јер се њихова обавезност, применом на конкретан случај исцрпљује.
Данас постоје два основна система формалних извора права: Континентални систем, Англосаксонски или прецедентни систем.
Континентални систем који важи у Европи (осим у Великој Британији) карактерише закон као основни извор права, што значи и постојање тзв. писаног права. У том случају постоји кохерентан систем правних прописа, којима се уређују права и обавезе. Интересантне су тенденције које постоје у савременом свету. Наиме, у англосаксонским земљама јача је улога закона, а у континенталном праву, закон се све више потискује јер многобројност и сложеност друштвених појава превазилази могућност законодаваца да их прати.
У формалне изворе права спадају:
1. Закон – Термин „закон” употребљава се у више значења. Родни појам садржан је у изразу канон којим се у грчком и латинском језику, али и у модерним светским језицима, означава правило, узор, пропис или одлука. Закон је у модерно доба сасвим сигурно најзначајнији извор права. Његов изузетан значај потиче, с једне стране, отуда што га доноси представнички орган према унапред предвиђеном, сложеном и јавном поступку – елемент форме, а са друге стране, што садржи опште норме на којима се заснивају овлашћења и обавезе правних субјеката и гарантују основна права – елемент садржине.
2. Устав – Извесни закони могу имати већу формалну снагу и значајнији предмет регулисања од осталих. Такви закони називају се уставни (основни, органски) закони или устав.
3. Судска пресуда – је акт који је у формалном смислу обележен надлежношћу судског органа. С обзиром на садржину, судска пракса је непотпун појединачни правни акт којим се изриче појединачна санкција за конкретан случај.
4. Обичај – одређује се као норма која у друштвеној заједници неорганизовано настаје дуготрајним понављањем једног исто понашања у истој ситуацији.
5. Остали извори права

## Вредносни извори права
Вредносни (идејни) извори права су друштвене вредности из којих „извире” право. Вредности не представљају непосредан или формалан извор права уколико то није изричито наведено, нпр. при попуњавању правних празнина (уколико не постоје законима или обичајима утврђена правила).
Пример: Правда као вредносни извор, Статуа Јустиције, персонификације правде.
Мач – симболизује моћ присиле суда, даје гаранцију да ће његове одлуке бити поштоване и спроведене.
Теразије – утврђује шта коме следује на непристрасан начин, вагање између кривице и невиности. Мач без теразија представља само силу, а теразије без мача немоћ права.
Повез преко очију – указује на непристрасност, онемогућава утицај на судске одлуке, симболизује независност правосуђа од извршне власти.

## Хијерархија извора права
- Устав Ustav Republike Srbije
- Потврђени међународни уговори и општеприхваћена правила међународног права
- Закони Zakoni Srbije
- Подзаконски правни акти
- Општи акти друштвене организације
- Обичаји као извор права
- Судска пракса као извор права
- Правна наука као извор права